# 1997 UG25
1997 UG25, também escrito como 1997 UG25, é um objeto transnetuniano (TNO) que está localizado no cinturão de Kuiper, uma região do Sistema Solar. Este corpo celeste é classificado como um cubewano. Ele possui uma magnitude absoluta (H) de 8.5 e, tem um diâmetro estimado com cerca de 88 km, por isso é pouco provável que possa ser classificado como um planeta anão, devido ao seu tamanho relativamente pequeno.

## Descoberta
1997 UG25 foi descoberto no dia 26 de outubro de 1997 pelos astrônomos E. Fletcher, M. Irwin e A. Fitzsimmons.

## Órbita
A órbita de 1997 UG25 tem uma excentricidade de 0.000 e possui um semieixo maior de 43.307 UA. O seu periélio leva o mesmo a uma distância de 43.307 UA em relação ao Sol e seu afélio a 43.307.